# Мацієвич Лев Степанович
Ле́в Степа́нович Маціє́вич (2 березня 1843 — 17 листопада 1915) — український бібліофіл, джерелознавець, історик, літературознавець.

## Життєпис
Почесний член Бесарабського церковного історико-археологічного товариства, чинний член Одеського бібліографічного товариства при Новоросійському університеті.
Закінчив Київську духовну академію, магістр богослов'я.
Викладав латинську мову в Кишинівській та Одеській духовній семінарії.
Писав російською мовою; зібрав, узагальнивши, та опублікував ряд матеріалів про життя й діяльність А. М. Курбського, Георгія Кониського, О. Пушкіна, М. Гоголя, Т. Шевченка. Автор ряду праць з української історії, фольклору, книгознавства.
Досліджував старовинні пам'ятки, зокрема церковні та монастирські.
У 1891 р. до журналу «Київська старовина» подав документальні докази того, що місцем народження й охрещення Тараса Шевченка є село Моринці Звенигородського повіту Київської губернії (нині Черкаської області).